# 溪墘厝 (嘉義縣)
溪墘厝，是臺灣嘉義縣六腳鄉的一個傳統地域名稱，位於該鄉南部。相較於今日行政區，其範圍大致包括潭墘村南部邊界地帶、正義村東部中段凸出部分、溪厝村不含西端及北部邊界地帶中西段及東北部。

## 歷史
台灣日治初期，溪墘厝地區為一街庄（舊制街庄），稱為「溪墘厝庄」，隸屬於大槺榔西堡。該庄昔日西邊北大段與北邊與潭仔漧庄為鄰，東北邊與大塗師庄為鄰，東南邊與蒜頭庄為鄰，南邊以朴子溪與雙溪口庄為界，西南邊為下雙溪庄。
1901年（日治明治三十四年）11月11日，全台廢縣廳改設二十廳，該庄隸屬於嘉義廳。1904年（明治三十七年）2月20日，該庄編入「六腳佃區」，隸屬於嘉義廳。1905年（明治三十八年）7月1日，嘉義廳內管轄區域調整，該庄仍隸屬於「六腳佃區」。1909年（明治四十二年）10月25日，全台合併二十廳為十二廳，六腳佃區仍隸屬於嘉義廳。1920年（大正九年）10月1日，全台地方制度大改正，廢十二廳改設五州二廳，該庄改制為「溪墘厝」大字，隸屬於臺南州東石郡六腳庄（新制街庄）。
戰後六腳庄改制為六腳鄉，隸屬於臺南縣，大字亦改制為村。1950年10月25日，雲、嘉、南分治，六腳鄉改隸屬嘉義縣。

## 聚落
該地區發展較早的聚落有溪墘厝、後壁藔等，在日治期初期的官方地圖上已有記載。